# جان فرانسوا بيرغر
جان فرانسوا بيرغر (و. 1931 – 2009 م) هو مؤرخ سويسري، ولد في لوزان، توفي عن عمر يناهز 78 عاماً.

## التعليم
تعلم في المدرسة الوطنية للمواثيق، وتعلم في جامعة لوزان.

## روابط خارجية
- جان فرانسوا بيرغر على موقع مونزينجر (الألمانية)